# Audru (řeka)
Audru (estonsky plným názvem Audru jõgi, tedy „řeka Audru“ nebo „Auderská řeka“) je řeka na jihozápadě Estonska. Je 30 km dlouhá. Povodí má rozlohu 422 km².

## Průběh toku
Odtéká z Lavassaarského jezera a vlévá se do Pernovského zálivu, jedné z postranních zátok Rižského zálivu, 2 km západně od ústí Pernavy.